# ハンティントンビーチ
ハンティントンビーチ（英: Huntington Beach, 英語発音: [ˈhʌn̩tɪ̞ŋʔn̩ ˈbiːt͡ʃ]）は、アメリカ合衆国カリフォルニア州のオレンジ郡にある都市。人口は19万8711人（2020年）。
太平洋に面しており、東はコスタメサ、南東はニューポートビーチ、北はウェストミンスター、北東はファウンテンバレー、北西はシールビーチの各都市に接している。
全長14キロメートルの海浜、温暖な気候およびサーフィンに格好の場所として知られている。寄せ波には沖合にサンタカタリナ島があることで大洋うねりの端部回折によって生じる特徴ある自然効果があり、また遠くのハリケーンの影響を受けた波も押し寄せている。

## 歴史

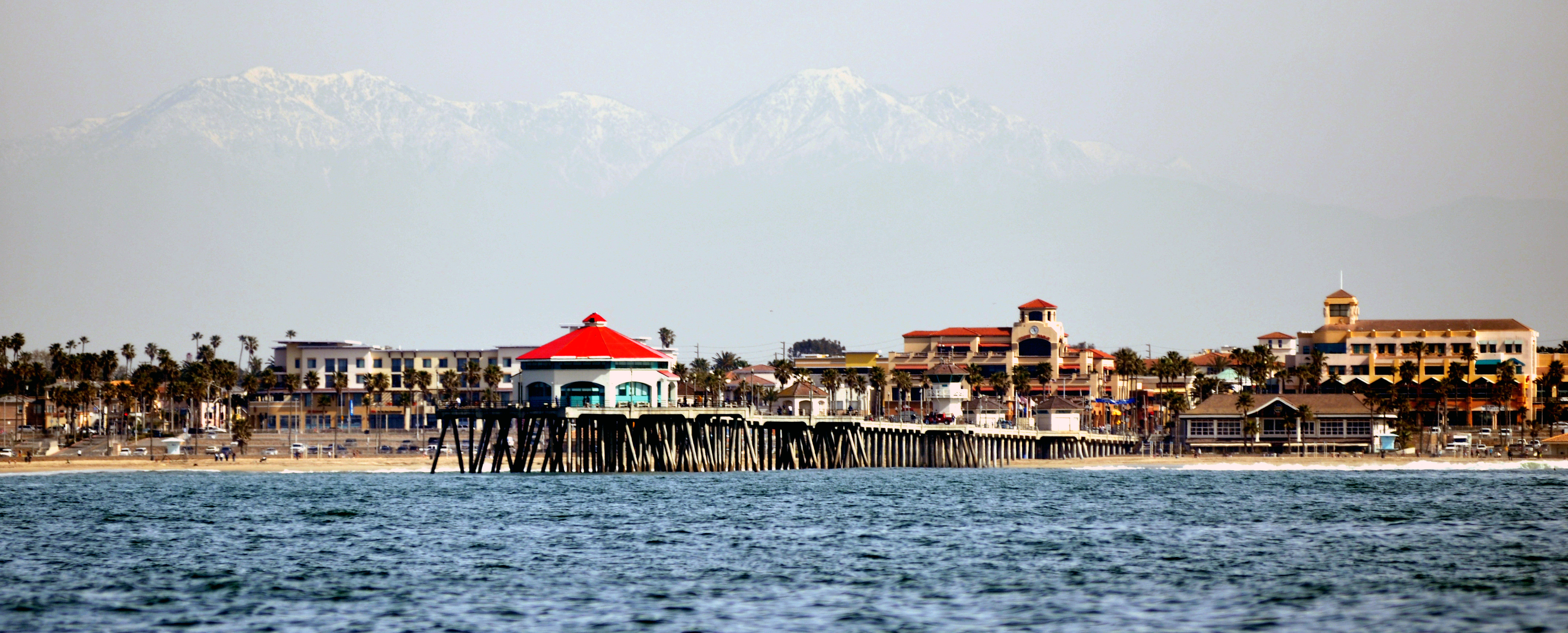
ハンティントンビーチ桟橋

ハンティントンビーチのある地域には昔、トングヴァ族インディアンが住んでいた。1784年、スペインの軍人マヌエル・ニエトがその軍務に対する報償、ランチョ・ロス・ニエトスとして、またアルタ・カリフォルニアの開拓を奨励する意味もあって、120 km2の土地の使用認可を受けたのが、この地にヨーロッパ人の手が伸びた最初のことだった。ニエトの所有地西側は1790年にサンガブリエル伝道所との論争のために減らされたが、北はウィッティアー、フラートンおよびブレア各市の丘陵から南の太平洋まで、西は今日のロサンゼルス川から東はサンタアナ川まで拡がる広い土地を保持していた。
ハンティントンビーチの主大通りはビーチ・ブールバードであり、当初は主要産業である牧場の牛が通る道だった。スペインによる広大な認可地があったために、ハンティントンビーチは多くの名前で呼ばれることになった。シェルビーチと呼ばれた時もあり、スメルツァーの町とも呼ばれ、また現在はコミュニティ・カレッジのゴールデン・ウェスト・カレッジがある湿地帯で伝道集会が開かれたためにゴスペル・スワンプと呼ばれたこともあった。後にはフェアビュート呼ばれるようになり、さらに観光地として発展したためにパシフィックシティとも呼ばれた。ロサンゼルス市内を縦横に走りロングビーチを終端とするレッドカー線へのアクセスを確保するために、パシフィックシティは鉄道界の大立て者ヘンリー・ハンティントンに巨大な権力を移譲し、このために市名にはスポンサー企業の名前が入るようになった。これは南カリフォルニアの歴史ではよくあった宣伝効果を狙ったものだった。
ハンティントンビーチは1909年2月17日に、エド・マニングを初代市長として市制が執行された。その初期開発者は、ヘンリー・ハンティントンが所有する不動産開発業のハンティントンビーチ・カンパニー（元ウェストコースト土地水会社）だった。ハンティントンビーチ・カンパニーは現在でも市内の主要土地所有者であり、地元での鉱物資源採掘権の大半を所有している。
この地域の開拓地で面白い出来事が起こった。百科事典の会社が安くで手に入れていたハンティントンビーチ地域の土地を、総額126ドルで譲渡した。この幸運な購入者は地域で石油が発見されたときに掘り出し品以上のものを手に入れたことになり、その後は石油資源の莫大な開発が続いた。古い油井の多くは既に底を突き、住宅用土地価格が高騰して石油掘削装置も消えていったが、石油用ポンプは今でも市内に点在して見られる。
ハンティントンビーチはその歴史の初期に、セロリやサトウダイコンを主要作物とする農業地帯だった。ホリー・シュガー社が市内に大きな砂糖精製工場を構えて主要雇用主となり、これが後に石油精製所に転換された。
ハンティントンビーチ最初の高校であるハンティントンビーチ高校は1906年に建設された。この高校のスポーツチームのオイラーズは当初あった天然資源に因んで名付けられた。
メドウラーク空港は小さな一般用途空港であり、1950年代から1989年までハンティントンビーチ市内にあった。

## 地理

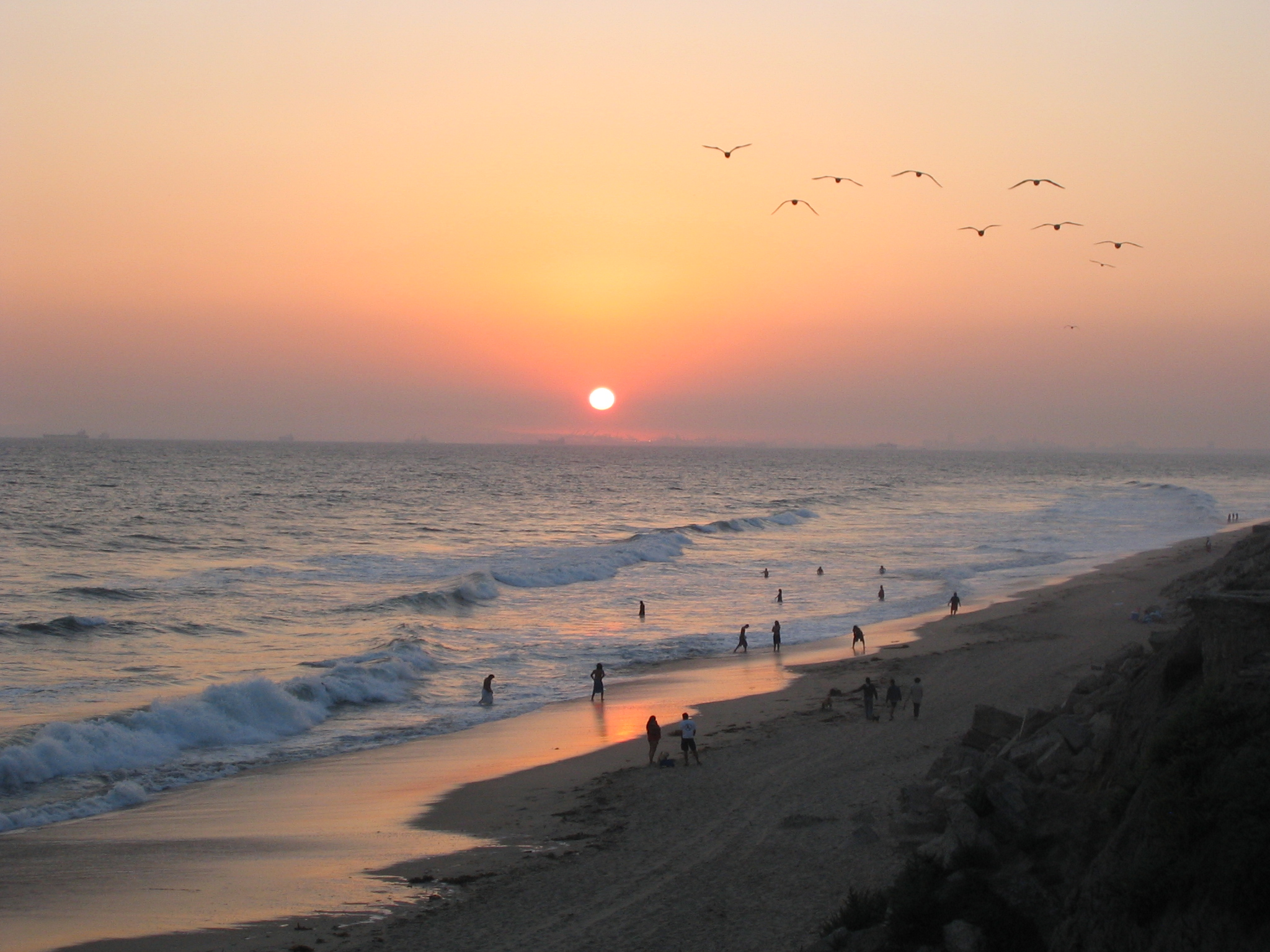
ハンティントンビーチの日没

アメリカ合衆国国勢調査局に拠れば、市域全面積は31.5平方マイル (81.7 km2)であり、このうち陸地は26.4平方マイル (69.3 km2)、水域は5.2平方マイル (13.4 km2)で水域率は16.38％である。

### 気候
ハンティントンビーチは地中海性気候（ケッペンの気候区分Csb）に属する。気候は概して日照が多く、乾燥し、冷涼であるが、夜間は過度に湿気があることがある。朝と夜に風速24 km/hの強風が吹くことが多い。太平洋の海水温度は平均して13℃から18℃である。夏季の気温は29℃を超えることが滅多になく、冬季の気温は晴れた夜であっても4℃ を下回ることは滅多にない。年間降水量は356 mmであり、ほとんどは冬季に降る。霜が降りるのは冬季の最も寒い日であり、希である。年間を通じて、太平洋の冷涼な空気が大陸の暖かい空気に出逢って作られる海洋空気層の影響を受けている。このために特に5月や6月は雲が多く、霧が出やすい。
| ハンティントンビーチの気候       | ハンティントンビーチの気候 | ハンティントンビーチの気候 | ハンティントンビーチの気候 | ハンティントンビーチの気候 | ハンティントンビーチの気候 | ハンティントンビーチの気候 | ハンティントンビーチの気候 | ハンティントンビーチの気候 | ハンティントンビーチの気候 | ハンティントンビーチの気候 | ハンティントンビーチの気候 | ハンティントンビーチの気候 | ハンティントンビーチの気候 |
| 月                               | 1月                        | 2月                        | 3月                        | 4月                        | 5月                        | 6月                        | 7月                        | 8月                        | 9月                        | 10月                       | 11月                       | 12月                       | 年                         |
| -------------------------------- | -------------------------- | -------------------------- | -------------------------- | -------------------------- | -------------------------- | -------------------------- | -------------------------- | -------------------------- | -------------------------- | -------------------------- | -------------------------- | -------------------------- | -------------------------- |
| 最高気温記録 °C （°F）           | 31 (87)                    | 32 (89)                    | 33 (91)                    | 37 (98)                    | 32 (90)                    | 39 (102)                   | 41 (106)                   | 34 (94)                    | 42 (107)                   | 36 (96)                    | 34 (94)                    | 34 (94)                    | 42 (107)                   |
| 平均最高気温 °C （°F）           | 18 (64)                    | 18 (64)                    | 18 (64)                    | 19 (66)                    | 19 (66)                    | 20 (68)                    | 22 (71)                    | 23 (73)                    | 23 (73)                    | 22 (71)                    | 20 (68)                    | 18 (64)                    | 20 (68)                    |
| 平均最低気温 °C （°F）           | 9 (48)                     | 10 (50)                    | 11 (51)                    | 12 (54)                    | 14 (57)                    | 16 (60)                    | 17 (63)                    | 18 (64)                    | 17 (63)                    | 15 (59)                    | 11 (52)                    | 9 (48)                     | 13 (56)                    |
| 最低気温記録 °C （°F）           | −2 (29)                    | −2 (28)                    | 1 (33)                     | 3 (38)                     | 4 (40)                     | 9 (48)                     | 9 (49)                     | 11 (52)                    | 9 (49)                     | 0 (32)                     | 1 (34)                     | 0 (32)                     | −2 (28)                    |
| 降水量 mm （inch）               | 66 (2.60)                  | 64.5 (2.54)                | 57.2 (2.25)                | 17.8 (.70)                 | 4.6 (.18)                  | 2 (.08)                    | 0.5 (.02)                  | 2.3 (.09)                  | 7.6 (.30)                  | 7.1 (.28)                  | 25.9 (1.02)                | 40.4 (1.59)                | 295.9 (11.65)              |
| 出典：Weather Channel 2009-03-29 |                            |                            |                            |                            |                            |                            |                            |                            |                            |                            |                            |                            |                            |

### 自然との共生

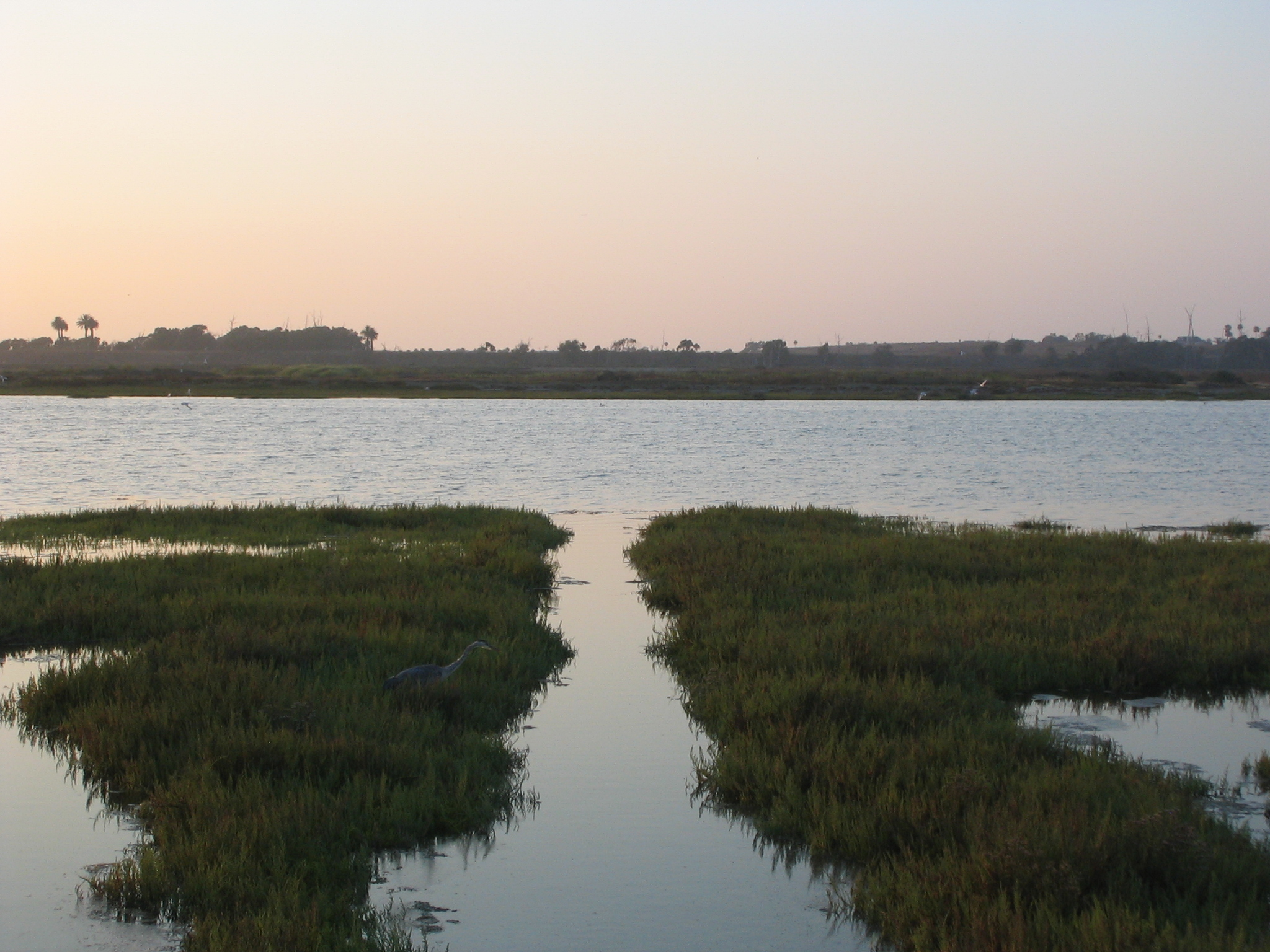
ボルサ・チカ野生生物保護区

ハンティントンビーチでは海浜へのいかなる種類の工作物建設も住民投票での承認なくしては認められないので、住宅開発や商業開発で景観が損なわれるよりも大洋との自然の結びつきを維持する方向を選んでいる。
中心街と港の間には広い湿地が拡がっており、ボルサ・チカ野生生物保護区に含めて保護されている。1億1千万ドルを掛けた湿地の回復工事が2006年に完了した。この保護区はバードウォッチャーや写真家に人気がある。
中心街の南、タルバート、ブルックハーストおよびマグノリア各湿地はハンティントン州立海浜の通り向こうにあり、そこの回復工事は2010年に完了した。
北部と南部の海浜（それぞれボルサ・チカ州立海浜とハンティントン州立海浜）は州立公園に指定されている。中央にある海浜（ハンティントン・シティビーチのみが市の管理である。ここではキャンプやRV車の乗り入れが認められており、7月4日の独立記念日やサーフィン選手権のときは人気のあるキャンプ地になっている。予約は数ヶ月前に必要である。ボルサ・チカ州立海浜はボルサ湾やボルサ・チカ州立生態保護区に面する砂州である。
2021年10月、沖合のパイプラインが破損し、約50万キロリットルの原油が流出。一部が海岸に漂着し、海岸線や保護区の生態系が危機にさらされた。

ハンティントン港

オレンジ郡はアナハイム湾の一部であるハンティントン港に隣接するサンセット・マリーナ公園を運営している。ここは軽量舟艇に適合しており、係留場、進水台、基本機能、ピクニック場および幾つかのレストランがある。この公園はシールビーチ市にあるが、ハンティントンビーチからのみアクセス可能である。サンセット・ハンティントン港地域はオレンジ郡保安部の港湾パトロールが巡回している。
アナハイム湾の港湾入口はアメリカ海軍が規制することがある。これは主たる水路の北にあるシールビーチ海軍武器庫で物資を積み込むためである。

## 人口動態
以下は2000年の国勢調査による人口統計データである。
| 基礎データ - 人口: 189,594人 - 世帯数: 73,657世帯 - 家族数: 47,729家族 - 人口密度: 2,773.9人/km2（7,183.6人/mi2） - 住居数: 75,662軒 - 住居密度: 1,107.0軒/km2（2,866.8軒/mi2） 人種別人口構成 - 白人: 79.22% - アフリカン・アメリカン: 0.81% - ネイティブ・アメリカン: 0.65% - アジア人: 9.34% - 太平洋諸島系: 0.24% - その他の人種: 5.81% - 混血: 3.94% - ヒスパニック・ラテン系: 14.66% 年齢別人口構成 - 18歳未満: 22.2% - 18-24歳: 8.4% - 25-44歳: 34.9% - 45-64歳: 24.0% - 65歳以上: 10.4% - 年齢の中央値: 36歳 - 性比（女性100人あたり男性の人口） - 総人口: 100.4 - 18歳以上: 98.6 | 世帯と家族（対世帯数） - 18歳未満の子供がいる: 29.0% - 結婚・同居している夫婦: 50.7% - 未婚・離婚・死別女性が世帯主: 9.6% - 非家族世帯: 35.2% - 単身世帯: 24.3% - 65歳以上の老人1人暮らし: 6.7% - 平均構成人数 - 世帯: 2.56人 - 家族: 3.08人 収入と家計（2007年推計） - 収入の中央値 - 世帯: 81,112 米ドル - 家族: 101,023米ドル - 性別 - 男性: 52,018米ドル - 女性: 38,046米ドル - 人口1人あたり収入: 36,964米ドル - 貧困線以下 - 対人口: 6.6% - 対家族数: 4.3% - 18歳未満: 8.2% - 65歳以上: 4.4% |

2009年のカリフォルニア州財務局による推計人口は202,480人となっている。
失業率は1.9％とアメリカ合衆国の人口10万人以上の大都市の中では最低レベルにある。

## 経済
ハンティントンビーチの包括的年間財務報告書2008年版によれば、市内の大きな雇用主トップ10は以下の通りである。
| 順位 | 雇用主                                         | 従業員数 |
| ---- | ---------------------------------------------- | -------- |
| 1    | ボーイング                                     | 4,352    |
| 2    | クィックシルバー、サーフボード製造販売         | 1,337    |
| 3    | カンブロ・マニュファクチャリング               | 909      |
| 4    | ベライゾン                                     | 723      |
| 5    | ハイアットリージェンシー・ハンティントンビーチ | 670      |
| 6    | C & D エアロスペース                           | 600      |
| 7    | ハンティントンビーチ病院                       | 503      |
| 8    | フィッシャー & ペイケル                        | 441      |
| 9    | レインボー・ディスポーザル                     | 408      |
| 10   | ザ・ホーム・デポ（エクスポを含む）             | 386      |

ハンティントンビーチは石油を埋蔵する自然の断層の上にある。石油は大半を採掘しつくしたが、低生産量ながらも採取は続いており、地元に少なからぬ金を落としている。海岸沖に2つの石油採掘設備が残っているが、遠からずその生産も止むことになり、石油産業に変わって観光業が市の主要収入源に置き換わることになる。
ハンティントンビーチ市は太平洋岸ハイウェイからメインストリートに入る車を小売店とレストランのゾーンから締め出し、歩行者天国にする案を検討している。ショッピングセンターは他に、昔のハンティントンセンター跡に建設されたベラテラとドイツをテーマとするオールドワールド・ビレッジがある。
ハンティントンビーチにはアラスカ・パイプラインを支援するタンカーのための海岸沖石油ターミナルがある。このターミナルのパイプはサンタフェスプリングスにある石油精製所に通じている。またオレンジ郡のためのゴタード・タルバート・ターミナルもあり、これはシェブロン・エル・セグンド石油精製所にパイプが通じている。
太平洋岸ハイウェイ（州道1号線）の内陸側、海浜を見ることができ、桟橋の直ぐ南東に幾つかのホテルが建設されてきた。
ハンティントンビーチには元のマクドネル・ダグラス社、現在のボーイング社の主要施設がある。ボーイング社の施設の多くは元々アポロ計画のために建設されたものであり、サターンIBやサターンVロケットの上段であるS-IVBを生産したことで著名である。ボーイング社の近くにある電話線用電柱には現在でも「アポロ専用制御線」の文字が残っている。
ハンティントンビーチには商業用宇宙船打ち上げ事業者で、ボーイング社が最大株主であるシーローンチ社の管理本部がある。
市内北西隅、ウェストミンスターやシールビーチとの境界近くには小さな工業団地がある。

### サーフシティUSA登録商標
ハンティントンビーチは15年前からサーフシティ・ハンティントンビーチという登録商標を保持しているが、2004年11月にはハンティントンビーチ会議観光局が「サーフシティUSA」という登録商標を4件申請した。その概念は南カリフォルニアの海浜文化と活動的なアウトドア・ライフスタイルに基づく本物のブランドを創り出すことで市を売り出すことであり、これと同時にブランドと市を販促することにも貢献できる収入を生み出すフランチャイズチェーンのような形でライセンスを受けた商品群を創ることである。2006年5月12日、アメリカ特許商標局の裁定により、3つの登録商標が登録された。この時以降にさらに9つの登録商標が登録され、他に10の登録商標が審査中である。会議観光局がそのブランドを販促するために開発した最初の製品の1つが2006年にフェルト・バイシクルズが作ったサーフシティUSAビーチ・クルーザーだった。この商品はそのブランドを販促するために毎年完売されており、2つめの貸し自転車モデルに対する需要を創り出した。2009年には世界のリゾート地に向けて市場展開されることになった。会議観光局は、サーフシティUSAブランドのソフトドリンクや衣類、ガラス器まで多くのライセンス商品を送り出してきた。2008年4月時点で、20以上の会社とライセンス契約があり、50以上の商品を今後18ヶ月間に市場に送り出すべく準備中である。会議観光局の持っている登録商標のうち4つが基本登録であり、残り10件がこれに続くことが期待されている。現在は海外数カ国でも登録商標の登録を検討しており、数年内に海外でのブランド品市場が拡大することを期待している。
ハンティントンビーチとサンタクルーズの間に登録商標に関して続いていた論争は2007年に全国的な宣伝効果を得た。このときハンティントンビーチを代表する法律事務所がサンタクルーズのTシャツメーカーにブランドの使用停止を求める文書を送付した。2008年1月にこの問題に決着が着き、ハンティントンビーチ会議観光局は登録商標を維持できることになった。

### 観光業

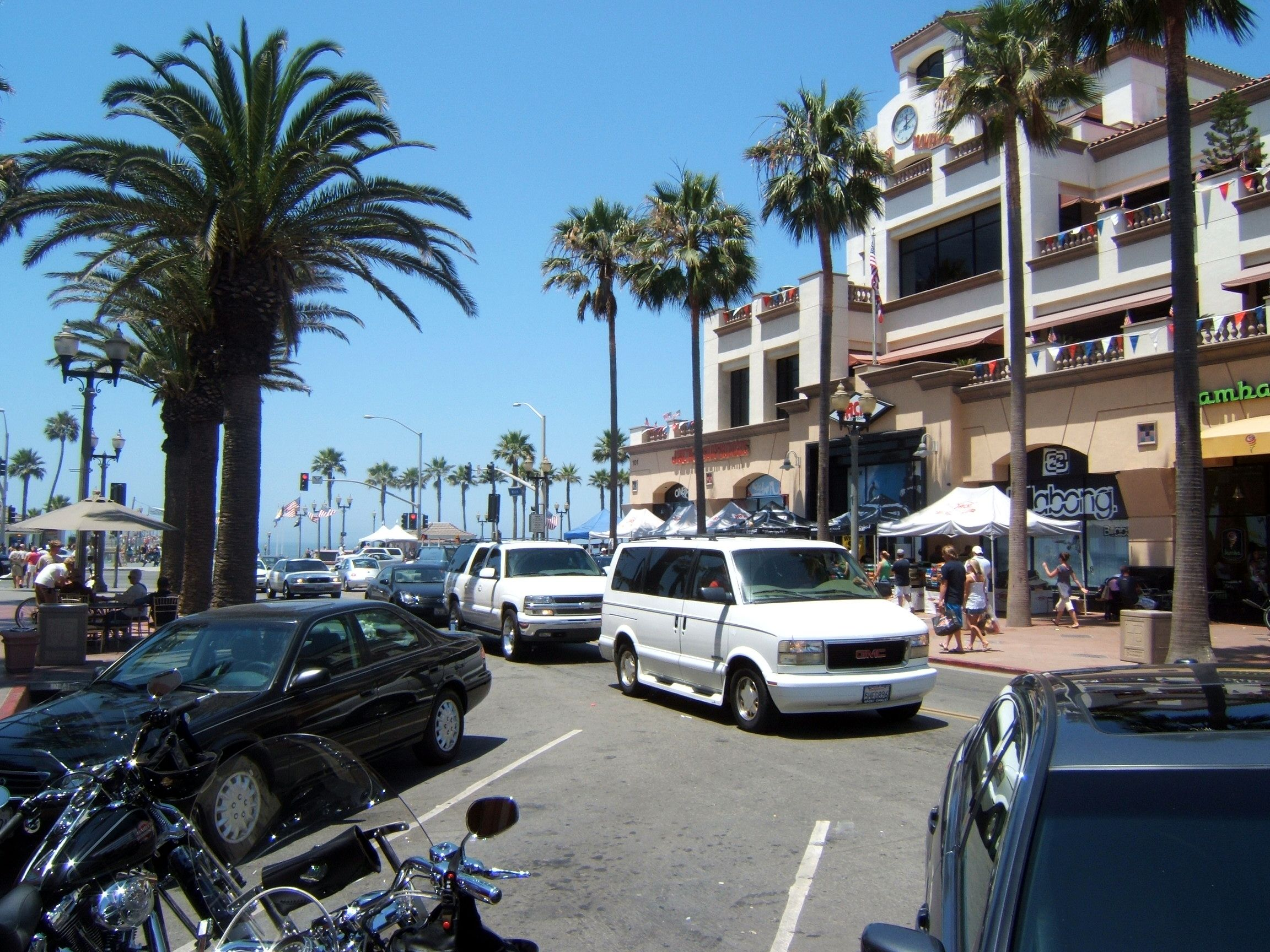

ハンティントンビーチ中心街には活動的なアートセンター、見栄えのするショッピング地区および国際サーフィン博物館がある。この地域にはかつて有名なレストランで音楽ホールだった「ザ・ゴールデン・ベア」があった。1960年代後半から1970年代、多くの有名なバンドやアーティストが公演した。ハンティントンビーチ桟橋はメインストリートから太平洋に向かって伸びている。その突端にはルビーズダイナーがある。
この桟橋から1ブロック北にはザ・サーフ・シアターがあった。1960年代から1970年代にThe Endless SummerやFive Summer Storiesといった独立系サーフィン映画を見せることで名声を得た。この劇場は1961年から解体された1989年までヒュー・ラリー・トーマスが所有し運営していた。この劇場の新しい建物は現在閉鎖されているが、国際サーフィン博物館でその年代物の椅子を常設展示し、かつて映写していたサーフィン映画を映して、その記憶を保存している。

## 芸術と文化

### 特別行事
ハンティントンビーチで開催される行事の多くは夏の海浜周辺が焦点になっている。U.S. オープン・オブ・サーフィンやビーチ・ゲイムズは桟橋の南側で開催される。プロのバレーボール協会が主催するビーチバレー・ツアーの1つがハンティントンビーチで開催されている。ボルサ・チカ・ハンティントン州立海浜救助隊が後援するバイアスロン（水泳とラン）が7月の夜明け前に始まる。このレースはサンタアナ川桟橋を出発点に、ボルサ・チカ州立海浜のワーナー・アベニューをゴールに行われている。ハンティントンビーチ・ジュニア救助隊のデイキャンプは思春期前後の子供に遠泳、遠距離走および救急医療の知識を教えている。
海浜で行われる行事とは別に7月4日独立記念日のパレードは1904年以降開催されてきた。ソーカル（南カリフォルニア）独立系映画祭は毎年9月に開催されている。
毎年冬には、ハンティントン港周辺で電照舟艇ツアーが開催されている。これは色鮮やかな灯りを付けたボートのパレードであり、また装飾された家庭をボートで眺めるツアーもある。毎年開催される凧祭は2月下旬に桟橋の直ぐ北で開かれている。
ハンティントンビーチではビーチクルーザー・ミートやコンコース・デレガンスなど自動車ショーが開催される。ビーチクルーザー・ミートは3月に開催され、メインストリートや桟橋の駐車場に250台以上のクラシックカーが並ぶ。コンコース・デレガンスは6月にセントラルパークで開催され、収益金は公共図書館に利用される。
サーフシティ・ナイツは年間を通じて開催されている。これは毎週火曜日の夜に、農産物の直売所、特徴ある演し物、食事、子供用乗り物およびお祭り気分を演出する地域社会が盛り上げる行事である。サーフシティ・ナイツはハンティントンビーチ中心街事業改良委員会とハンティントンビーチ市が共催している。太平洋岸ハイウェイからオレンジ・アベニューまでのメインストリート3ブロックを使って行われている。

## スポーツ

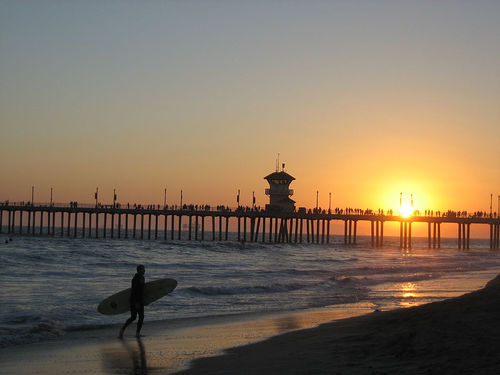
ハンティントン市桟橋周辺のサーファー

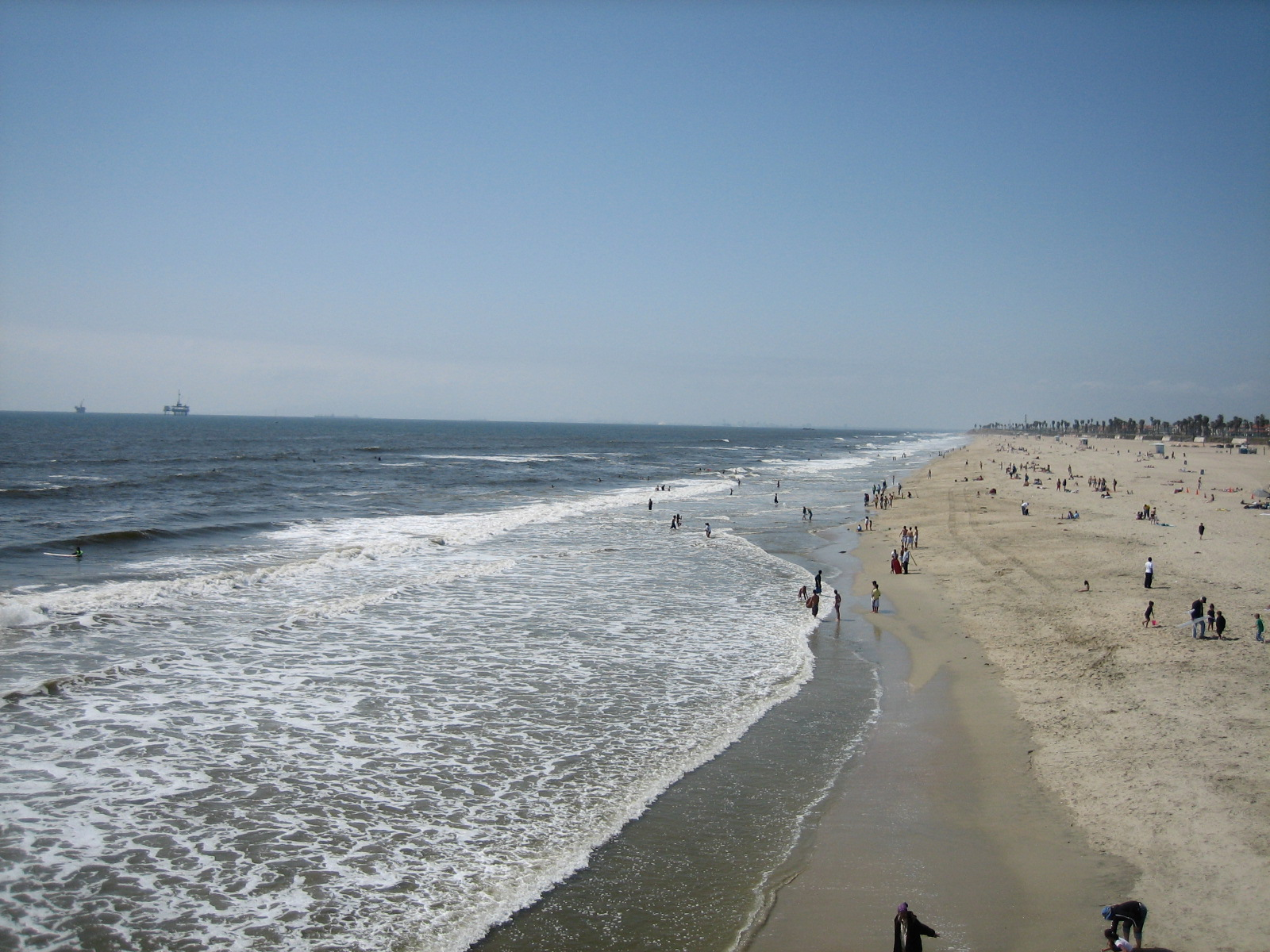
日中のハンティントンビーチ

ハンティントンビーチでは毎年夏にサーフィン世界選手権が開催されている。この行事があることや、サーフィンに関する歴史と文化があることで、「サーフシティ」と呼ばれることが多い。「世界のサーフィン首都」と呼ばれることも多いが、これは波の高さではなく波の一貫した質の故である。1955年、ゴードン・デュアンが町で最初のサーフショップ、ゴーディーズ・サーフボーズを開店した。

### 波と海浜
スポンサーのあるサーフィン行事は別としても、ハンティントンビーチにはカリフォルニア州さらにはアメリカ合衆国でも最良のサーフィン適地がある。北西、西、南西および南に4つの海浜がある。北西海浜はボルサ・チカ州立海浜であり、長さは5.3 kmある。西海浜は「ザ・クリフス」あるいは「ドッグビーチ」と呼ばれる。南西海浜は桟橋より北の全てのものと考えられ、ハンティントンビーチ市が運営している。南海浜は桟橋より南の海浜であり、ハンティントン州立海浜が中心で長さは3.5 km  ある。ほぼ真南を向いている。
ボルサ・チカ州立海浜はカリフォルニア州、公園レクリエーション局およびボルサ・チカ州立海浜救助隊が運営している。この海浜は大変狭く、砂は大変粗い。ボルサ・チカは冬季に北西から西よりの波が良好になる。夏の間は南から南西よりの波が大変急な角度を作る。海浜の底の地形のために、ボルサ・チカの波は速度が緩み、柔らかく砕けるようになる。ここではロングボードが適している。
「ザ・クリフス」あるいは「ドッグビーチ」も人気有るサーフィン・スポットである。海浜は非常に狭く、高潮のときは海面下に隠れる。ここの冬季の波はボルサ・チカより良好である。夏の波は南から南西よりの波であり、貧弱に砕けることも多い。ロングボードが適しているが、ショートボードでも良い時がある。この地域ではイルカを観察できる。
ハンティントンビーチ桟橋の南北にある海浜は細かい砂の砂州であり、年間を通じて形を変えている。南側は夏に人気のあるサーフィン・スポットだが、北側は冬のスポットである。桟橋の近くでは波や砂州の形状に依存している。ここではショートボードが適している。
ハンティントン州立海浜とも呼ばれる南海浜は、すべて南からの波が押し寄せる海岸である。ここはカリフォルニア州、公園レクリエーション局およびハンティントン州立海浜救助隊が運営している。この海浜は大変広く、砂が多い。春から秋にかけて砂州が劇的に動き、南、西、南西からの波との組合せで最良のサーフィン条件が作られる。海浜の南端にサンタアナ川桟橋があるので、大きな砂州が全体に大きく拡がり、波は極端に速く崩れ中空を作る。この海浜でのベストシーズンは夏と秋である。ショートボードが適している。
カイトサーフィンも人気があり、桟橋の北西ではよく目にすることができる。
毎年2月の第1日曜日にサーフシティUSAマラソンとハーフマラソンが開催されている。

## 公園とレクリエーション
市内の東西はゴタード通りとエドワーズ通り、南北はスレーター・アベニューとエリス・アベニューに囲まれた大変大きなセントラルパークがある。この公園は耐乾性の植生であり、野生生物が棲んでいる。公園を取り巻く深い森はオーストラリア産樹木、特に水を多く吸うユーカリで補われている。

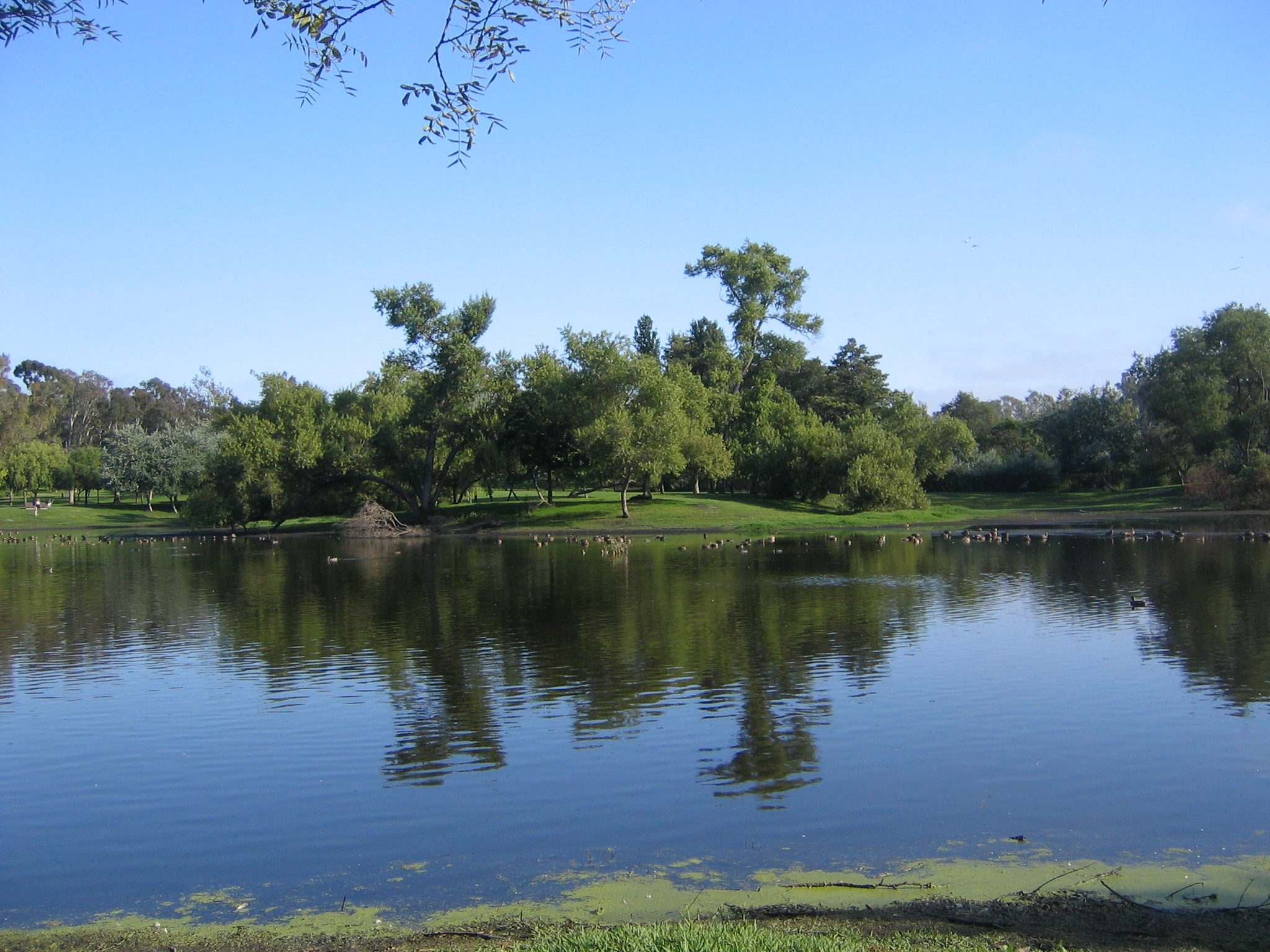
ハンティントン・セントラルパーク

ハンティントンビーチ公共図書館がセントラルパーク内にあり、リチャード・ノイトラとディオン・ノイトラが設計した著名な建築物である。ここにはおよそ50万冊の蔵書、劇場、土産物店および噴水がある。この図書館は1914年にカーネギー図書館として設立され、常に市と地元活動家に支援されてきており、バニング、オークビュー、メインストリートおよびグラハムに支所を設けてきた。蔵書には重要な地方史の資料があり、特殊な系図学文献収集品もある。州や郡の図書館システムとは独立している。
セントラルパークにはハンティントン・セントラルパーク乗馬センターがあり、民間に馬を貸与したり、公園内の道を調教師付きで乗馬できるなどトップクラスの設備がある。子供達向けには「泥遊び場」もある。世界で2番目に古いディスクゴルフ場があり、他に小さな食事場所2か所、成人用スポーツ施設、およびシプリー自然センターがある。
ボルサ・チカ湿地は開発のために急速に縮小している。中には多くの歩道や景観の良い道がある。以前の人の手が付かない状態に戻すために最近再び大洋と接するように改良された。

## 政府

### 市政府
ハンティントンビーチ市の最近の包括的年間財務報告書に拠れば、市の歳入は2億9,560万ドル、歳出は2億8,770万ドル、総資産10億4,660万ドル、総負債2億280万ドル、現金と投資額8,710万ドルである。

### 政治
カリフォルニア州議会では、上院の第35および下院の第67選挙区に属している。連邦議会下院ではカリフォルニア州第46選挙区（現職は共和党のダナ・ローラバッカー）に属し、クック投票動向指数では共和党+6となっている。2010年時点ですべて共和党議員が務めている。
2010年6月1日時点で127,660人の登録有権者がいる。その45.8％は共和党支持者、28.5％が民主党支持者、20.7は回答無し、残りが第3政党支持者である。オレンジ郡の大半と同様に共和党支持者が多い。

## 教育
市内にはゴールデン・ウェスト・カレッジがあり、2年制の準学士コースと4年制大学への転換コースがある。
ハンティントンビーチの公共中等教育はハンティントンビーチ統合高校教育学区が管轄しており、エディソン高校など市内に4高校、ファウンテンビュー市とウェストミンスター市に各1校の高校がある。
この教育学区にはオルタナティブ・スクールのバレービスタ高校と、独立学習学校のコースと高校もある。
教育学区の旗艦校であるハンティントンビーチ高校は2006年に創立100周年を祝った。
市内には2つの小学校教育学区があり、それぞれ9校と15校の小学校がある。一部はファウンテンバレー教育学区が管轄している。
ブルーリボン学校として全国的に認められたペガサス学校もある。

## メディア
ハンティントンビーチはテレビ番組「TruTV」シリーズの『'Ocean Force: Huntington Beach』に登場した。また「ザ・ビーチボーイズ」の歌『サーフィン・サファリ』や「ザ・サーファリズ」の『Surfer Joe』でも歌われている。
ハンティントンビーチ桟橋にはカメラが設置されており、カリフォルニアをテーマにしたホリスターのアパレル店で放映されている。
2つの週刊誌がハンティントンビーチを特集した。
アシュリー・シンプソンの音楽ビデオ、『La La』はハンティントンビーチで撮影された。

## 著名な出身者と住人

### ミュージシャン
- ロック/メタルのバンド、アヴェンジド・セヴンフォールドはここで育ち、現在も住んでいる。リードギターのシニスター・ゲイツは自分のオートバイでハンティントンビーチを走り回る時ほど楽しい時はないと言っていた[22]。
- パンクロック・バンド、オフスプリングは1984年にここで結成された[23]。
- ディーン・トレンス、1960年代のポップグループ「Jan and Dean」所属、有名な歌"Surf City"の共同制作者、ハンティントンビーチはこの歌の精神とカリフォルニアの面白さを体現していると語った[24]。
- クリスチャン・ジェイコブズ、「The Aquabats」のMC Bat指揮者、ハンティントンビーチ住人[25]
- マット・コスタ、フォークポップ歌手、ハンティントンビーチ生まれ[26]
- 「ヴァンダルズ」、パンクロック・バンド、ハンティントンビーチで結成[27]
- デビッド・シルベリア、ロックバンド「コーン」の元メンバー、ハンティントンビーチ住人[28]
- スコット・ウィーランド、「ストーン・テンプル・パイロッツ」、元「ヴェルヴェット・リヴォルヴァー」、エディソン高校卒[29]
- ジョー・マクガリーとルーク・マクガリー、インディバンド「Pop Noir」のメンバー、イギリスのマンチェスター生まれ、ハンティントンビーチで育ち、現在も住んでいる[30]
- ヒップホップ・レゲーバンド「The Dirty Heads」、ハンティントンビーチで結成

### スポーツ選手
- ハンティントンビーチのプロ・スケートボーダー: ジョフ・ローリー[31]、アート・サーリ[32]、 トシュ・タウネンド[33]、マーク・アップルヤード、ブライアン・サムナー、[34]、グレッグ・ルスカ[35]、およびエド・テンプルトン[36]
- ジョン・ブルー、NHLの元選手、ハンティントンビーチ出身
- サーシャ・クリエスタン、プロ・サッカー選手
- ティト・オーティズ、総合格闘家、 キモ・レオポルド、タンク・アボット、およびジェームス・アーヴィンも同様
- イアン・ケネディ、メジャーリーグベースボールの選手、アリゾナ・ダイアモンドバックス、ハンティントンビーチ生まれ[37]
- ボブ・ウォルコット、メジャーリーグベースボールの選手、シアトル・マリナーズ、ハンティントンビーチ生まれ[38]
- ジョーン・ウェストン、ローラー・ダービー・ブロンド・アマゾン[39]
- トニー・ゴンザレス、NFLの選手、アトランタ・ファルコンズ、ハンティントンビーチで育ち、ハンティントンビーチ高校卒
- ジェフ・ケント、元プロ野球選手、2000年のMVP、ハンティントンビーチで育ち、エディソン高校卒[40]
- ジェシー・ゴッダーズ、プロのボディビルダー、ビッグブラザー10とビッグブラザー11に出場[41]
- コリン・バレスター、プロ野球選手、ワシントン・ナショナルズ、ハンティントンビーチ高校卒[42]
- ユルゲン・クリンスマン、元国際的サッカー選手、ドイツ代表チーム元監督、2008年に家族と共にドイツのミュンヘンに移転し、バイエルン・ミュンヘンの監督になった[43]、その後帰国

### 俳優
- ウィリー・エイムズ、エディソン高校卒[44]
- エイミー・グラボウ、ハンティントンビーチで育ち、ハンティントンビーチ高校芸能学科卒[45]
- ジェイソン・リー、テレビ番組マイネーム・イズ・アールで主人公アールを演じている、ハンティントンビーチで育ち、オーシャンビュー高校卒[46]
- ブリット・ロモンド、テレビ番組怪傑ゾロでモナスタリオ大尉を演じた、2006年3月22日にハンティントンビーチで死去
- ジェナ・ジェイムソン、ポルノ女優、ティト・オーティズと共にハンティントン港に住んでいる[47]
- ジャック・ケリー、テレビ番組Maverickのバート・マベリックの役で有名、1980年代から1990年代初期まで市政委員会委員と市長を務めた

## 安全

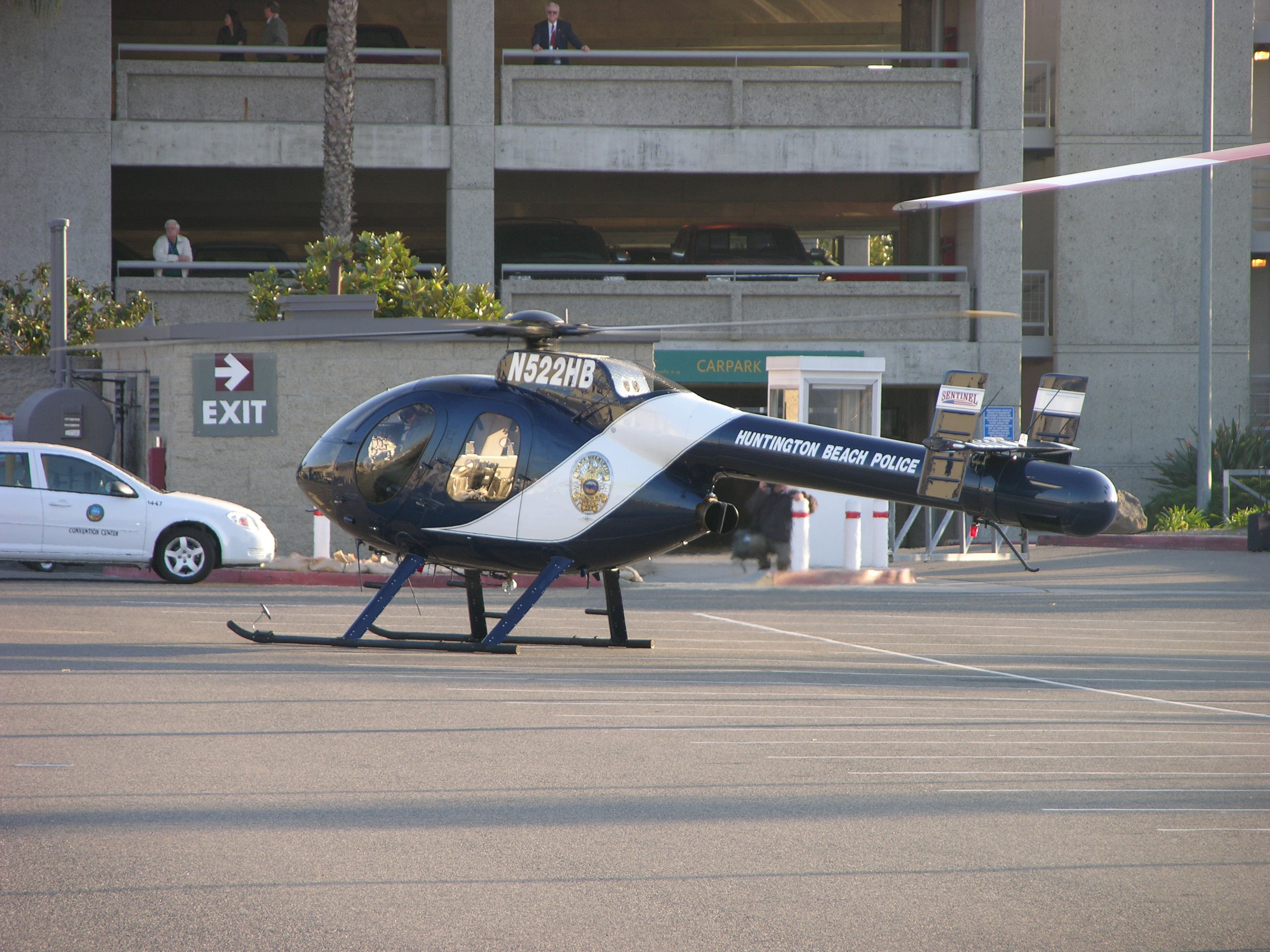
ハンティントンビーチ警察署のMD 500 ヘリコプター

ハンティントンビーチ海上保安部とその季節による救助隊は、高い安全記録を持つ世界でも屈指のものと認められている。地域社会救急活動訓練プログラムを持っており、消防署救急活動部によって運営されるプログラムの一部としてアメリカ合衆国連邦緊急事態管理庁に認定される災害活動家となる市民を訓練している。
救急活動は州立海浜の中でも行われる。保安部と救助隊はボルサ・チカ州立海浜とハンティントン州立海浜にも居る。その活動には水難救助、ボートによる救助、ファーストエイドおよび法の執行が含まれている。全ての活動はカリフォルニア州公園レクリエーション局が管轄している。
1926年、サンタアナ川ダムが決壊し、川のデルタ地帯全てが洪水に見舞われた。このデルタの南、大洋側は現在ハンティントンビーチの市街地になっている。ダムは現在も健在であるが、沈泥が溜まり貯水量が減ると予測されるので、洪水抑制効果が低くなる。洪水が予測される地域は堤防で保護されているが、デルタ地帯での洪水保険は高い。洪水保険の必要性を無くすための真剣な議論が続いており、一部地域ではこの特別条項が無くなり、近いうちに脅威ではなくなると考えられている。
ハンティントンビーチは海岸都市なので、津波、高潮、汚染物の流出、竜巻および水上に起こる竜巻の恐れがある。桟橋はこれまで3度流出した。沖合の海流は冷たいのでハリケーンの恐れは無い。1990年代に再建された桟橋は猛烈な嵐や地震にも耐えるように設計された。
デルタ地帯居住区の大半は活動的断層の上にある地震液状化現象地帯である。断層の大半は市内の通り名を付けられている。
多くの市民は石油掘削が行われる光景を見ることができ、その音も聞くことができる範囲内に住んでいる。石油が噴出することもあり、その清掃費用が嵩んできた。開発地域の大部分は石油から分離された水に含まれる重金属で汚染されている。
この地方の石油は水銀の含有量が非常に高いので、石油パイプラインや設備から定期的に金属水銀を取り出している。石油価格が上昇したときは、石油精製の操業度も上がる。幾つかの油田が開発を承認されている。汚染の酷い地域は公園として再開発されてきた。公園とするにも汚染が酷すぎる地域はスーパーファンド用地として指定されている。マグノリア通りとハミルトン通りの交差点、エディソン高校の近くにこの用地がある。

## 姉妹都市
ハンティントンビーチ姉妹都市協会に拠れば、次の都市と姉妹都市を結んでいる。
- 日本、愛知県、安城市
- ニュージーランド、ワイタケレ

上記2つの市とは青年交流プログラムを実施しており、異文化を体験するために2週間程度の日程で4人の10代の若者を相互に派遣している。